# The Melody at Night, With You
Albums de Keith Jarrett
Tokyo '96 (en)
(1998) Whisper Not
(2000)
The Melody at Night, With You est un album du pianiste de jazz américain Keith Jarrett publié en 1999 par ECM. Il est dédié à la seconde femme de Jarrett, Rose Anne.
L'album est enregistré dans le home studio de Jarrett dans le New Jersey, à l'époque où il est atteint du syndrome de fatigue chronique. Contrairement à ses autres enregistrements en solo, on ne retrouve pas ici de longues improvisations. Jarrett joue des ballades de façon simple et directe, sans virtuosité, restant proche des harmonies et de la mélodie. Il interprète des standards avec une réserve proche de ses interprétations de Mozart, sans extravagances ou quoi que ce soit de tape-à-l'œil.
Certains critiques reprochent pourtant à cet album de manquer de couleur, de contraste et de vie, même si l'effort de Jarret est émouvant.

## Liste des pistes
| No  | Titre                              | Musique                                       | Durée |
| --- | ---------------------------------- | --------------------------------------------- | ----- |
| 1.  | I Loves You, Porgy                 | George Gershwin, Ira Gershwin, Dubose Heyward | 5:50  |
| 2.  | I Got It Bad (and That Ain't Good) | Duke Ellington, Paul Francis Webster          | 7:10  |
| 3.  | Don't Ever Leave Me                | Oscar Hammerstein II, Jerome Kern             | 2:47  |
| 4.  | Someone to Watch over Me           | George Gershwin, Ira Gershwin                 | 5:05  |
| 5.  | My Wild Irish Rose                 | Traditionnel                                  | 5:21  |
| 6.  | Blame It on My Youth/Meditation    | Edward Heyman, Oscar Levant/Keith Jarrett     | 7:19  |
| 7.  | Something to Remember You By       | Howard Dietz, Arthur Schwartz                 | 7:15  |
| 8.  | Be My Love                         | Nicholas Brodszky, Sammy Cahn                 | 5:38  |
| 9.  | Shenandoah                         | Traditionnel                                  | 5:52  |
| 10. | I'm Through With Love              | Gus Kahn, Fud Livingston, Matty Malneck       | 2:56  |

## Personnel
- Keith Jarrett : piano